# Beaver (Oklahoma)
Beaver is een plaats (town) in de Amerikaanse staat Oklahoma, en is de hoofdplaats van Beaver County.

## Geschiedenis
De geschiedenis van Beaver begint in 1879 als handelspost van bont. De oorspronkelijke naam was Beaver City en de bedoeling was dat de plaats de hoofdstad van het Cimarron Territory zou worden. In 1890 werd het gebied aan het Oklahoma Territory toegevoegd, dat in 1907 de staat Oklahoma zou worden.
In november 2005 werd Beaver van city een town.

## Demografie
Bij de volkstelling in 2000 werd het aantal inwoners vastgesteld op 1570. In 2006 is het aantal inwoners door het United States Census Bureau geschat op 1398, een daling van 172 (-11,0%).

## Geografie
Beaver ligt in het oosten van de Oklahoma Panhandle aan de Beaver River.
Volgens het United States Census Bureau beslaat de plaats een oppervlakte van
3,0 km², geheel bestaande uit land. Beaver ligt op ongeveer 282 meter boven zeeniveau.

## Plaatsen in de nabije omgeving
De onderstaande figuur toont nabijgelegen plaatsen in een straal van 44 km rond Beaver.